# Rue de Babylone
La rue de Babylone est une rue du 7e arrondissement de Paris.

## Situation et accès
Longue de 860 mètres, elle commence 46, boulevard Raspail et finit 35, boulevard des Invalides.
Ce site est desservi par les lignes 10 et 12 à la station Sèvres - Babylone et par la ligne 13 à la station Saint-François-Xavier.

## Origine du nom
Jean Duval (1597-1669) connu sous le nom de « Bernard de Sainte-Thérèse », évêque latin de Babylone, est le fondateur en 1663 du séminaire des Missions étrangères 128 rue du Bac, qui donne aussi sur cette voie, renommée rue de Babylone en 1673 pour lui rendre hommage.

## Historique
Elle s'appela d'abord la « rue de la Fresnaye », puis « rue de Grenelle » ou « de la Maladrerie » jusqu'en 1669. 
En 1714, on n'y comptait que deux maisons, le reste était le cours de la ville, puis la barrière et la plaine de Grenelle. 
Des lettres patentes du 18 février 1720 ordonnèrent qu'elle soit continuée jusqu'au nouveau rempart. 
Quarante-cinq ans plus tard, ses constructions étaient bornées par la rue du Bac d'un côté, et par la rue Vaneau de l'autre. Le comte de Provence acquit un terrain à la suite, et la caserne Babylone y fut bâtie, vers l'année 1780, pour les Gardes françaises. 
La rue de Babylone, en 1810, figurait parmi celles dont les numéros étaient rouges, et Saint-Victor venait d'y rapporter, dans son Tableau de Paris, les hôtels de Damas, de Châtillon, de Barbançon et de la Queueille.
La rue est prolongée au delà de la rue du Bac après la démolition de l'hospice des Petits-Ménages.
Le 30 mars 1918, durant la Première Guerre mondiale, un obus lancé par la Grosse Bertha explose dans la caserne Babylone, au no 49 rue de Babylone.

## Bâtiments remarquables et lieux de mémoire
- No 1 : le square Boucicaut, en mémoire de Marguerite Boucicaut et d'Aristide Boucicaut, fondateurs des grands magasins Le Bon Marché, et commencement de l'allée Pierre-Herbart, du nom de l'écrivain et résistant de la Seconde Guerre mondiale Pierre Herbart, qui vécut dans le quartier.
- No 4 : Roland Delachenal, membre de l'Institut de France, habita cet immeuble jusqu'à sa mort.
- No 29 : le jardin Catherine-Labouré.

Une partie des monuments suivants sont protégés au titre des monuments historiques :
- No 32 : hôtel de Cassini ; rebaptisé hôtel Pecci-Blunt après son acquisition, en 1919, par Cecil Blumenthal, dit Blunt, à l'occasion de son mariage avec Anna Laetizia Pecci. Il abrite, parmi d'autres mondanités, le célèbre bal Blanc (1930) à l'occasion duquel Man Ray, qui laissera des photographies de l’événement, projette un film colorisé de Méliès en utilisant comme écran les danseurs vêtus de blanc[5], tandis que Jean Cocteau compose des tableaux vivants, en faisant figurer les invités comme statues[6] ;
- No 36 : les jardins de l'hôtel Matignon et ses dépendances ;
- No 49 : emplacement de l'ancienne caserne de Babylone des Gardes françaises. Partiellement détruite en 1830 pendant les Trois Glorieuses, elle fut reconstruite en 1934. Elle est occupée par la Garde républicaine ;
- No 51 : hôtel de Laqueuille, construit par Edme Verniquet (1727-1804) ;
- No 55 : plaque en mémoire d'Yves Saint Laurent[7]. Au début des années 1970, habitant place Vauban, le couple formé par Yves Saint-Laurent et Pierre Bergé s’y trouve trop à l’étroit. En 1972, Pierre Bergé visite un appartement dans un immeuble des années 1930 situé au fond d’une cour de la rue de Babylone. Il y découvre un duplex de 520 m2 en rez-de-chaussée aux pièces habillées de panneaux de chêne et donnant sur un jardin. Les deux hommes habitent cet appartement, au milieu d’œuvres d’art majeures, de la fin de l'année 1972 à 2008. Les lieux étaient précédemment occupés par l’artiste et mécène Marie Cuttoli (1879-1973), connue pour ses créations de tapisseries. En 2011, l'appartement est acheté par un industriel français pour un prix de 18 millions d’euros[8].
- No 57 : légation de Chine dans les années 1900[9].

Ancien bâtiment du conseil régional d'Île-de-France. Sur la façade, une plaque commémorative rend hommage « aux quatre élus franciliens qui, le 10 juillet 1940, comme les 76 autres parlementaires, surent dire non à la fin de la République et au régime de Pétain » (Alexandre Bachelet, Arthur Chaussy, Paul Fleurot et Émile Fouchard).
- No 57 bis : immeuble du cinéma La Pagode (façades et toitures ; grande salle avec son décor) et jardin.
- Nos 63-65 (et 35, boulevard des Invalides) : en 2019, la région Île-de-France vend l’ensemble de ses locaux, répartis entre deux hôtels de la rue Barbet-de-Jouy et cet immeuble à l’angle de la rue de Babylone et du boulevard des Invalides, au groupe d’assurance et de retraite AG2R La Mondiale pour un montant de 176 millions d’euros et ne conserve qu’un pied-à-terre rue Barbet-de-Jouy[10],[11].
- No 68 : siège social de la maison d'édition Temps présent (de 1937 à 1947 du journal du même nom).
- No 72 : accès secondaire au lycée Victor-Duruy.
- No 136 : emplacement d'une des entrées sur le parc de l'hôtel de Chanaleilles par laquelle le financier Gabriel-Julien Ouvrard fit entrer la plus splendide des Merveilleuses, Thérésa Cabarrus, âgée de vingt-six ans et connue sous le surnom de Notre-Dame de Thermidor, à l'état-civil Mme Tallien. Ouvrard lui offrit une clef d'or ouvrant la porte du bâtiment, dont il venait de lui faire cadeau en cette journée hivernale de 1799[12].

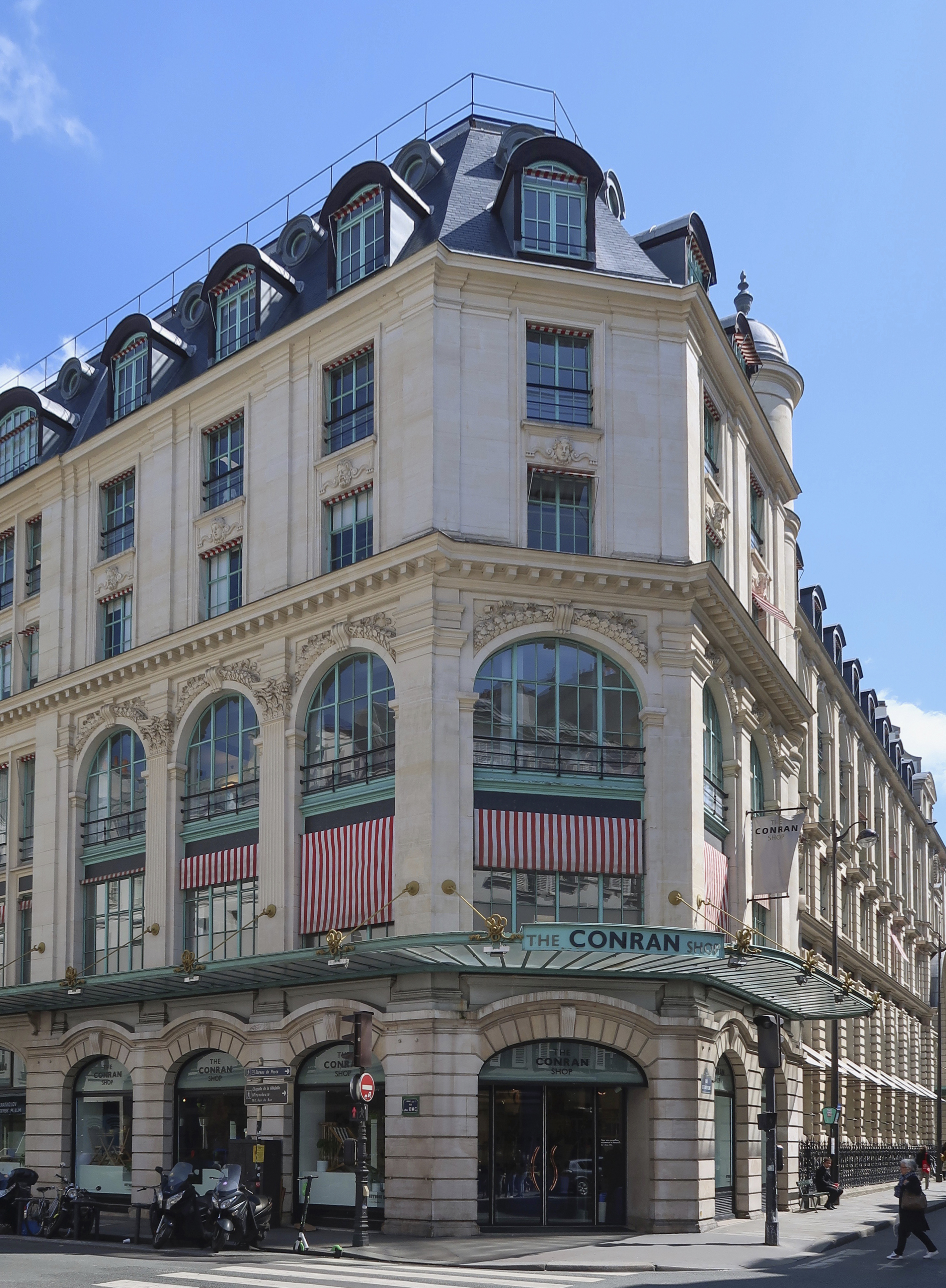
La rue de Babylone à proximité du Bon Marché.
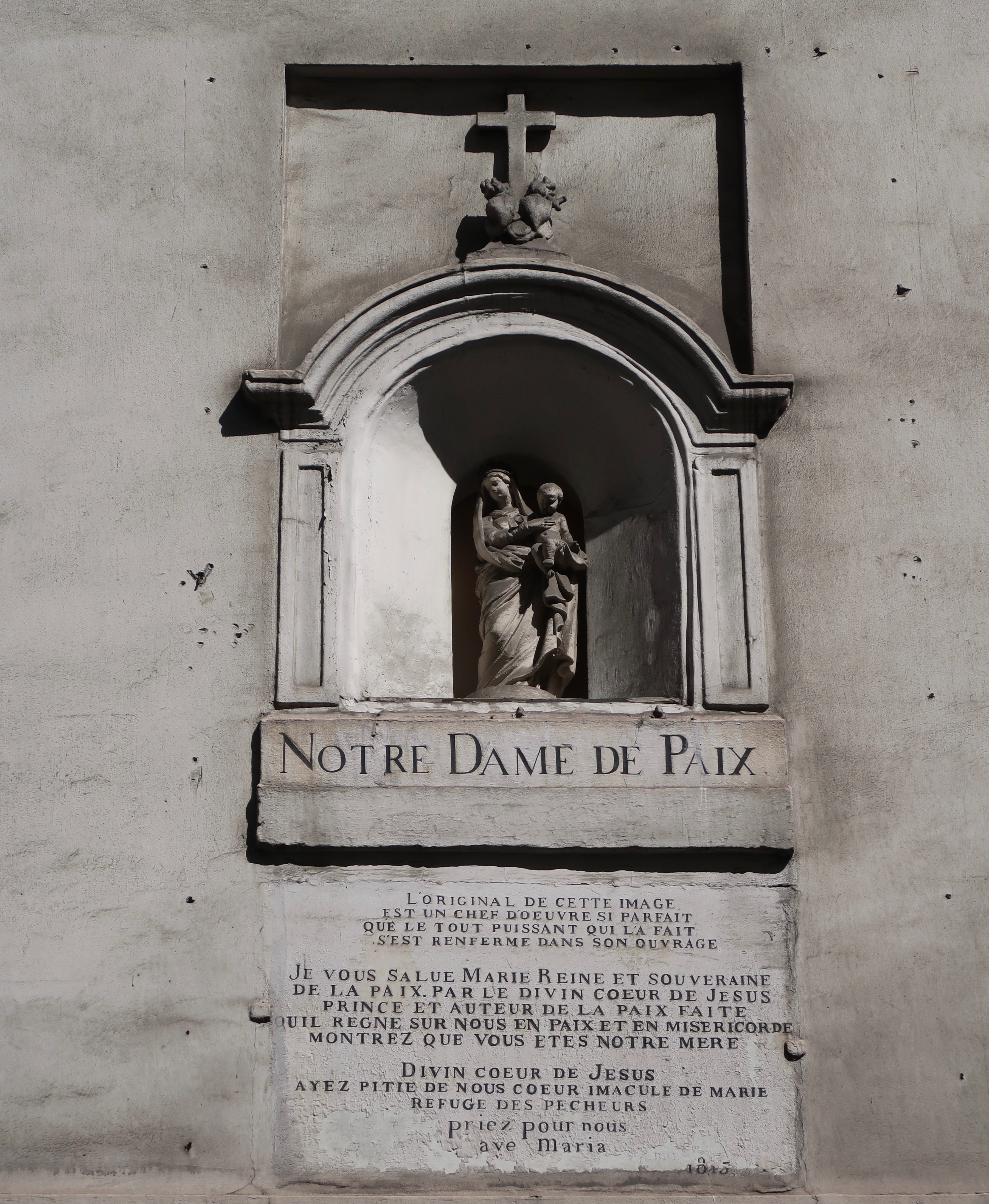
Statue de la Vierge à l'Enfant au no 22.
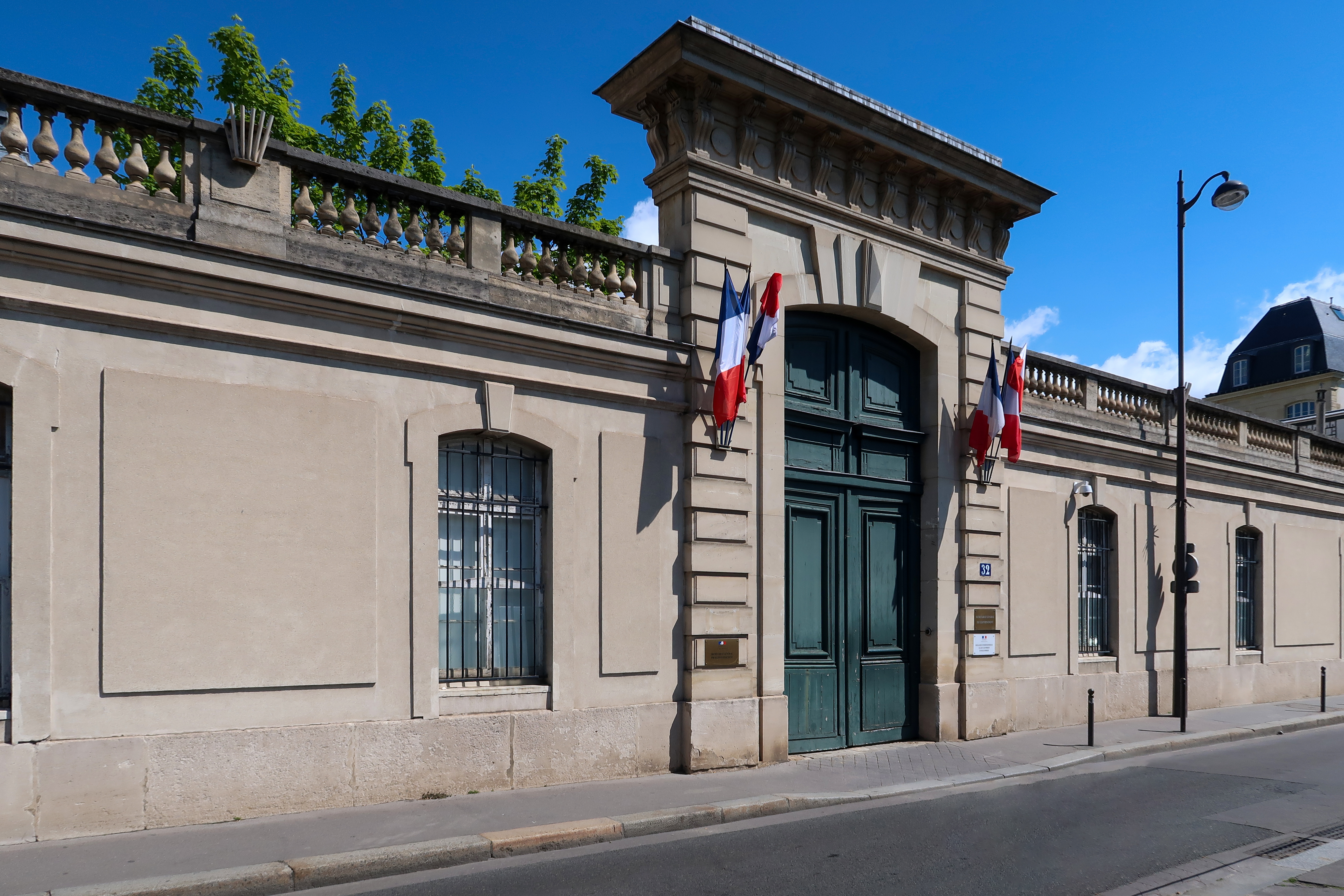
Portail de l'hôtel de Cassini au no 32.
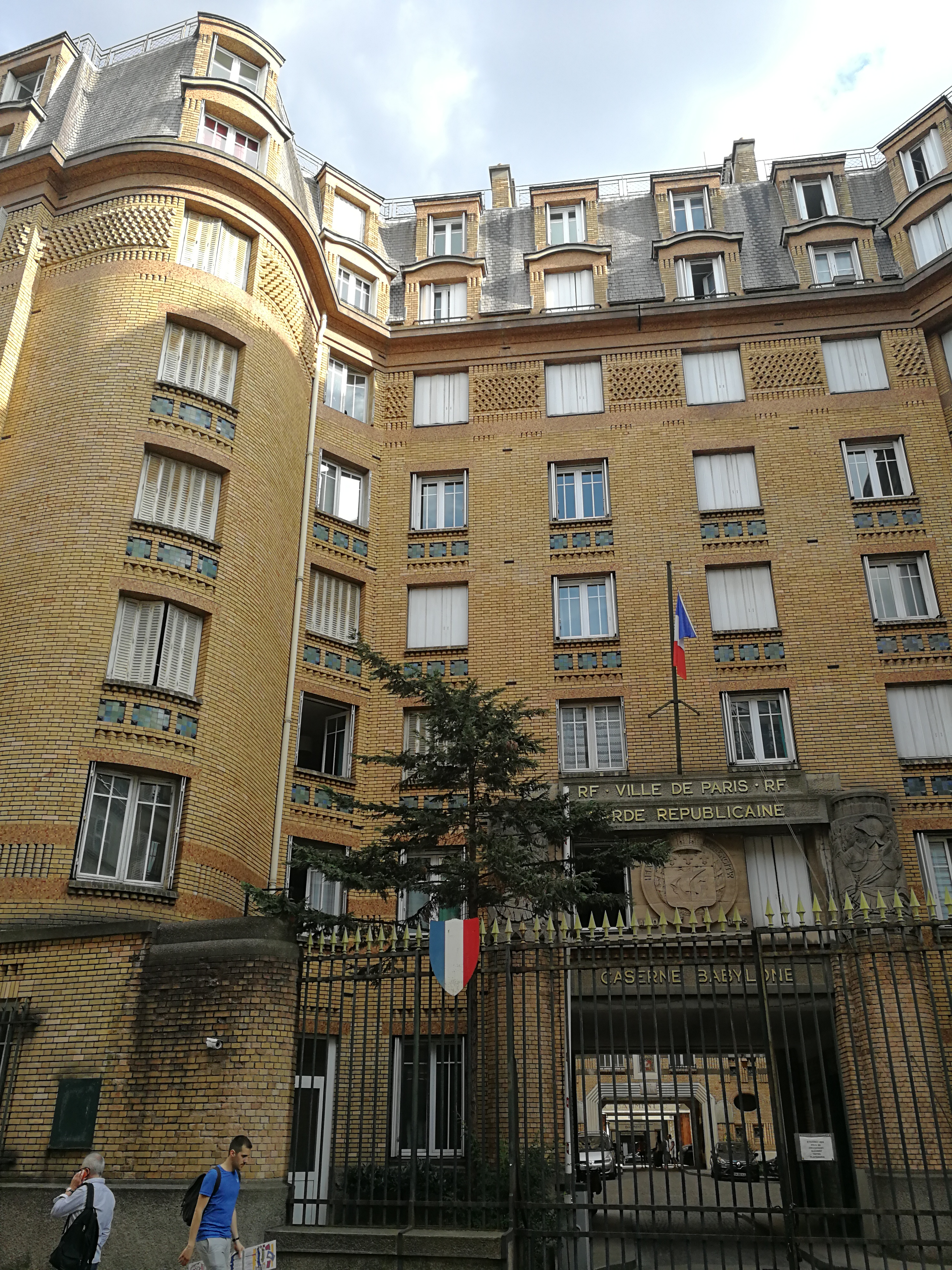
Caserne de la Garde républicaine au no 49.
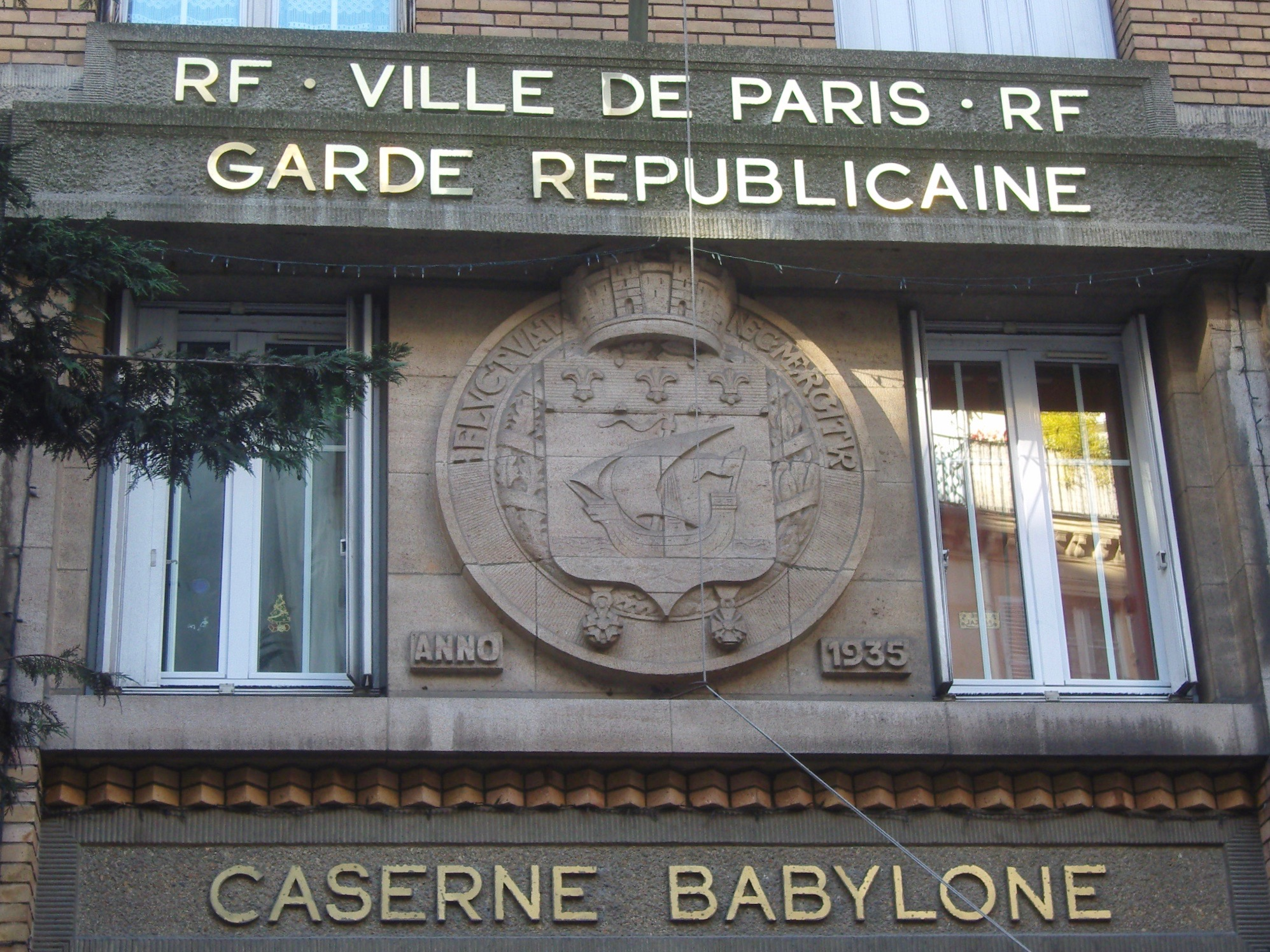
Détail de la façade de la caserne.
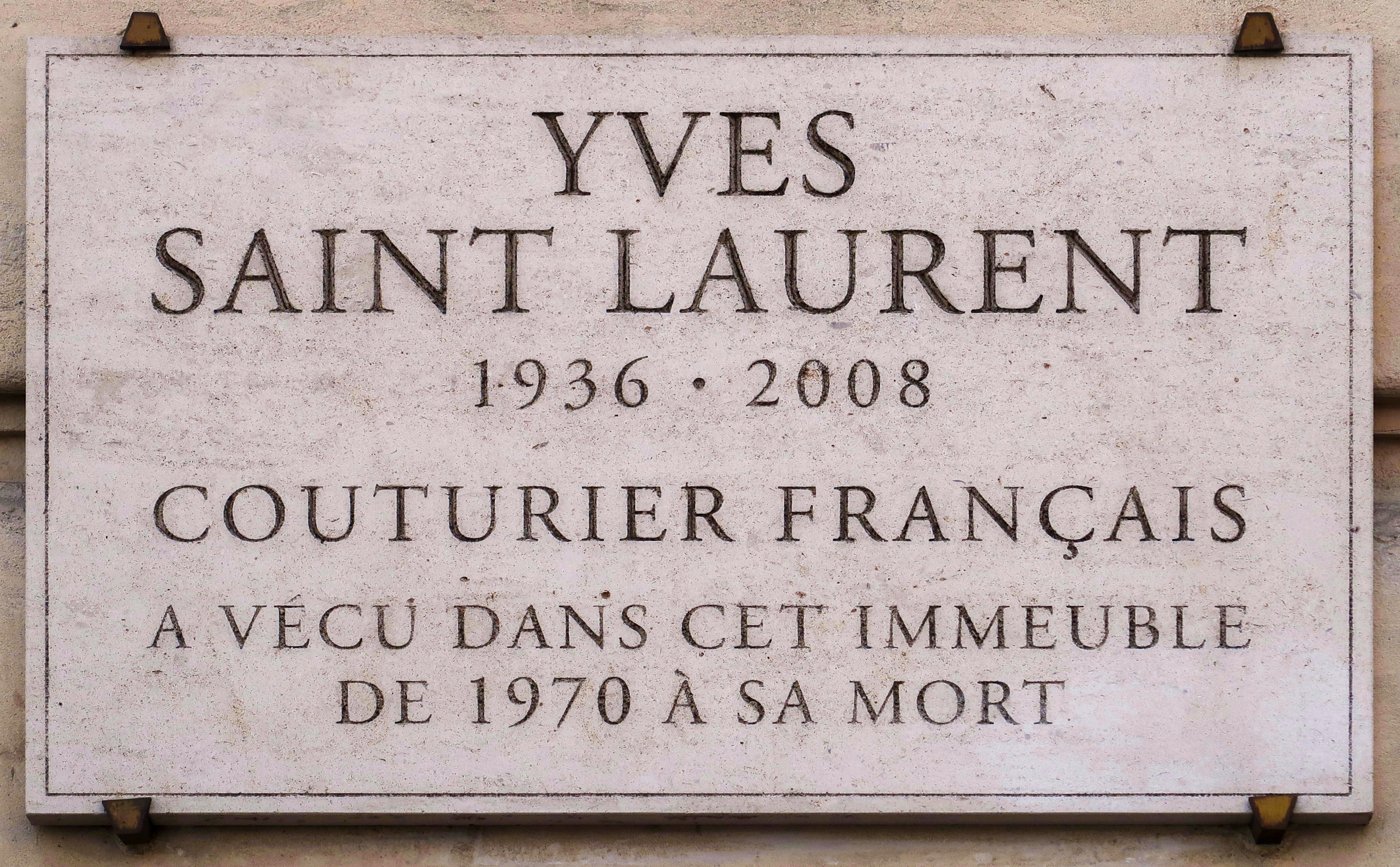
Plaque au no 55.
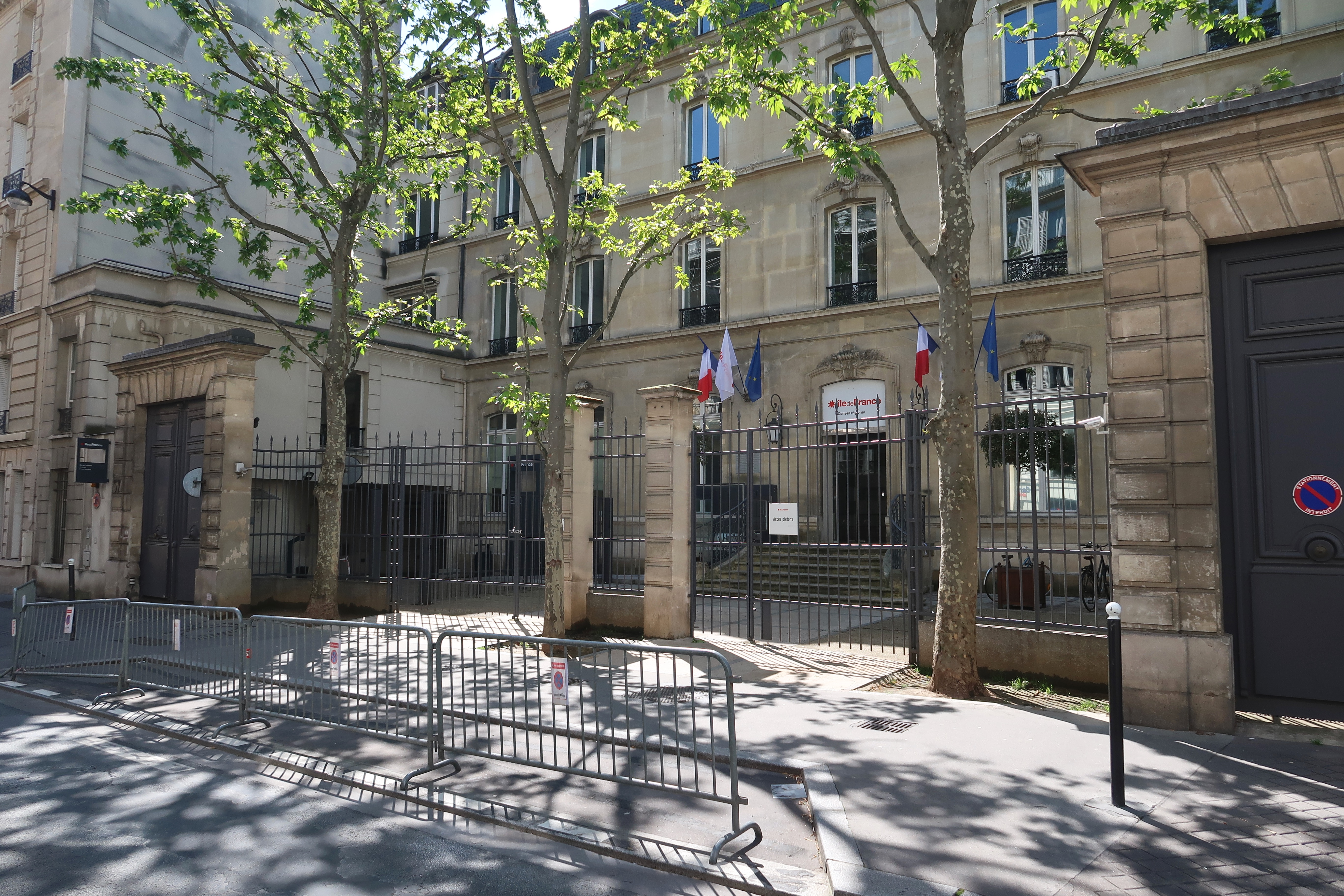
Conseil régional au no 57.
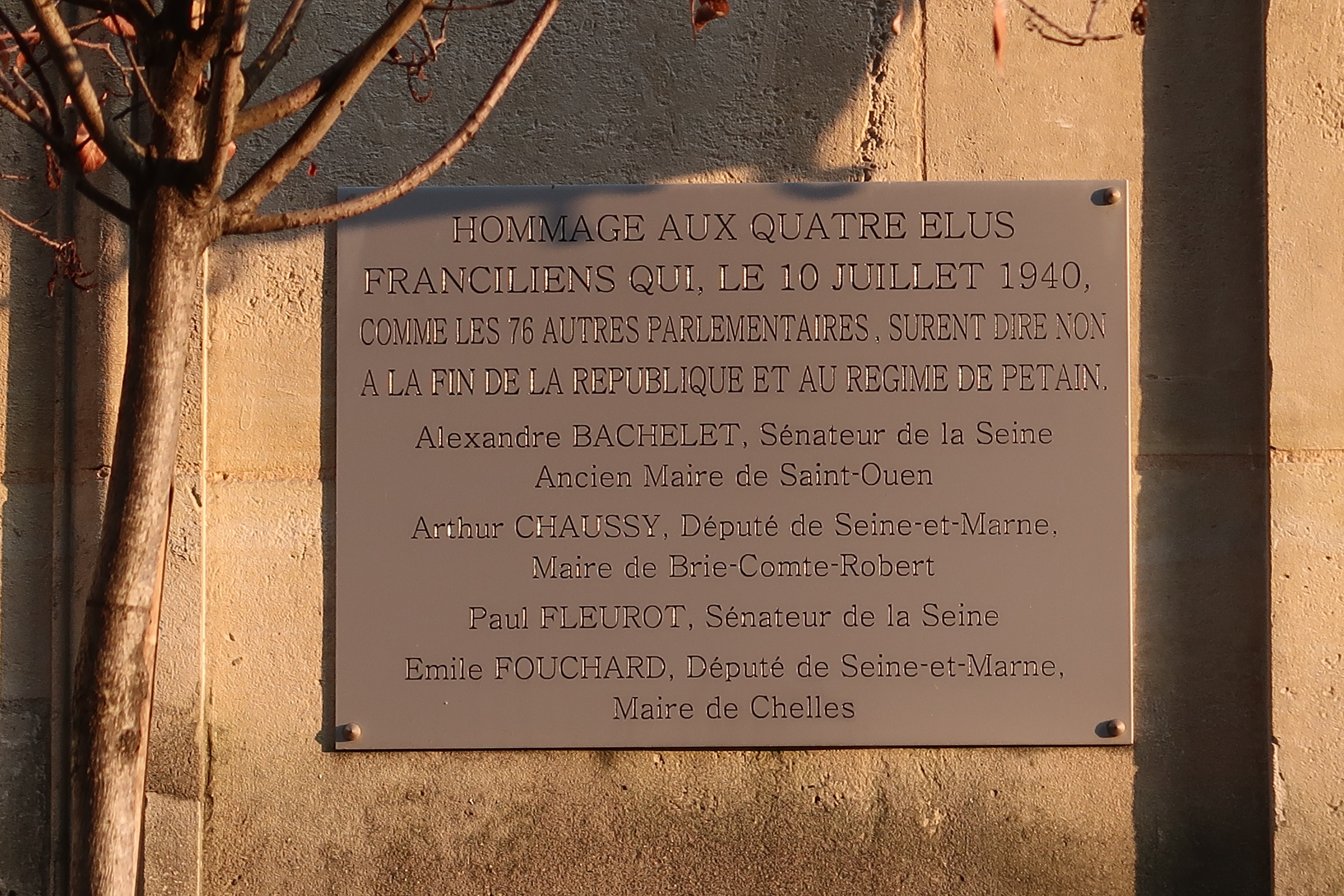
Plaque au no 57.
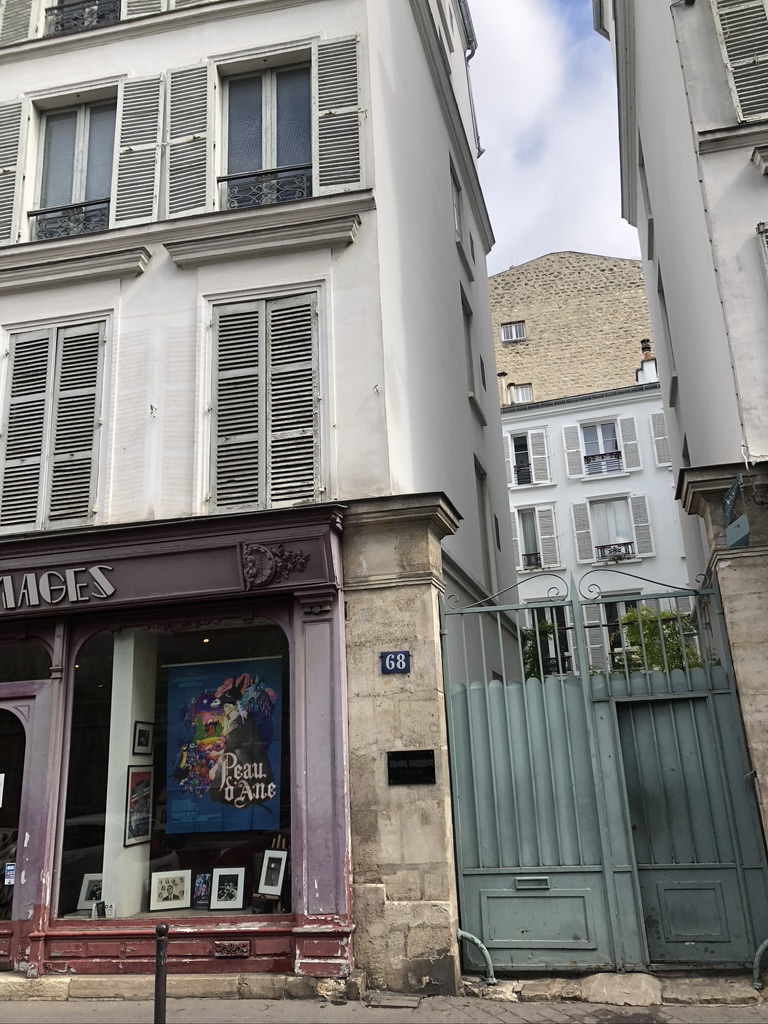
Siège social des éditions Temps présent au n° 68.

## Dans la littérature
En 2021 sort chez Gallimard 57 rue de Babylone, Paris 7e d'Alix de Saint-André, qui raconte la découverte de cette adresse par la jeune femme à l'automne 1974.